# Santiago Ventura
Santiago Ventura Bertomeu (Castellón, 5 de Janeiro de 1980) é um ex-tenista profissional espanhol.
Tenista espanhol destro, que em 2008 atingiu seu principal ranking na ATP, de 65° em simples e 37° em duplas, disputou muitos torneio na gira da América Latina, disputando os ATPs, a Copa Petrobras de Tênis, entre outras competições. Em disputas de Grand Slam teve como melhor campanha as quartas-de-final em Wimbledon. 

## ATP Tour finais

### Simples (1)
| Legenda                |
| Grand Slam (0)         |
| Tennis Masters Cup (0) |
| ATP Masters Series (0) |
| ATP Tour (1)           |

| N. | Data          | Torneio              | Piso   | Oponente       | Placar        |
| 1. | 23 Mayio 2004 | Casablanca, Marrocos | Saibro | Dominik Hrbatý | 6–3, 1–6, 6–4 |

### Duplas (5)
| Legenda                |
| Grand Slam (0)         |
| Tennis Masters Cup (0) |
| ATP Masters Series (0) |
| ATP Tour (5)           |

| N. | Data              | Torneio              | Piso   | Parceiro          | Oponentes                     | Placar            |
| 1. | 6 Fevereiro 2005  | Viña del Mar, Chile  | Saibro | David Ferrer      | Gastón Etlis Martín Rodríguez | 6–3, 6–4          |
| 2. | 27 Fevereiro 2005 | Acapulco, México     | Saibro | David Ferrer      | Jiří Vaněk Tomáš Zíb          | 4–6, 6–1, 6–4     |
| 3. | 24 Maio 2008      | Casablanca, Marrocos | Saibro | Albert Montañés   | James Cerretani Todd Perry    | 6–1, 6–2          |
| 4. | 10 Janeiro 2010   | Chennai, Índia       | Duro   | Marcel Granollers | Lu Yen-hsun Janko Tipsarević  | 7–5, 6–2          |
| 5. | 8 Maio 2010       | Munich, Alemanha     | Saibro | Oliver Marach     | Eric Butorac Michael Kohlmann | 5–7, 6–3, [16–14] |

#### Vice-Campeão (3)
| N. | Data              | Torneio                 | Piso   | Parceiro          | Oponentes                        | Placar            |
| 1. | 17 Fevereiro 2008 | Costa do Sauípe, Brasil | Saibro | Albert Montañés   | Marcelo Melo André Sá            | 6–4, 2–6, [7–10]  |
| 2. | 22 Fevereiro 2009 | Buenos Aires, Argentina | Saibro | Nicolás Almagro   | Marcel Granollers Alberto Martín | 3–6, 7–5, [8–10]  |
| 3. | 26 Setembro 2010  | Bucareste, Romênia      | Saibro | Marcel Granollers | Juan Ignacio Chela Łukasz Kubot  | 6–2, 5–7, [13–11] |